# Thyrgis phlegon
Thyrgis phlegon là một loài bướm đêm thuộc phân họ Arctiinae, họ Erebidae.